# United Farmers of Alberta

Logo da United Farmers of Alberta

United Farmers of Alberta (UFA) é uma associação de agricultores de Alberta, no Canadá, que tem atuado de várias formas ao longo de sua história como um grupo de lobby, como partido político e como uma empresa de fornecimento da cadeia varejista se suprimentos agrícolas. Como partido político, formou o governo de Alberta de 1921 a 1935. Desde 1935 tem sido essencialmente uma cooperativa de oferta de produtos agrícolas com sede em Calgary.